# Sphaerodactylus lineolatus
Sphaerodactylus lineolatus es una especie de geco del género Sphaerodactylus, familia Sphaerodactylidae, orden Squamata. Fue descrita científicamente por Lichtenstein y Von Martens en 1856.

## Descripción
Puede alcanzar los 31 milímetros de longitud.

## Distribución
Se distribuye por Panamá y Colombia.